# Ștei
Ștei (en hongarès: Vaskohsziklás) és una ciutat del comtat de Bihor, Crișana (Romania). Entre 1958 i 1996 va rebre el nom de Dr. Petru Groza, en honor del líder socialista romanès que va morir el 1958.

## Història
La ciutat es va fundar el 1952, prop d'un poble del mateix nom, com a centre industrial per a la mòlta d'urani extret de Băița (servint el desenvolupament intensiu de la mineria establert com a imperatiu pel règim comunista romanès).
Romulus Vereș, el notori assassí en sèrie romanès, va ser institucionalitzat a la instal·lació psiquiàtrica Ștei el 1976 i va morir allà el 1993.

## Població
Segons el darrer cens del 2011 hi havia 6.144 persones vivint a la ciutat. D'aquesta població, el 96,6% són d'ètnia romanesa, mentre que el 2,88% són d'ètnia hongaresa i el 0,5% d'altres.

## Fills il·lustres
- Irina Bara, tennista (nascuda el 1995)
- Camelia Adina Hora, cantant (nascuda el 1986)

## Referències

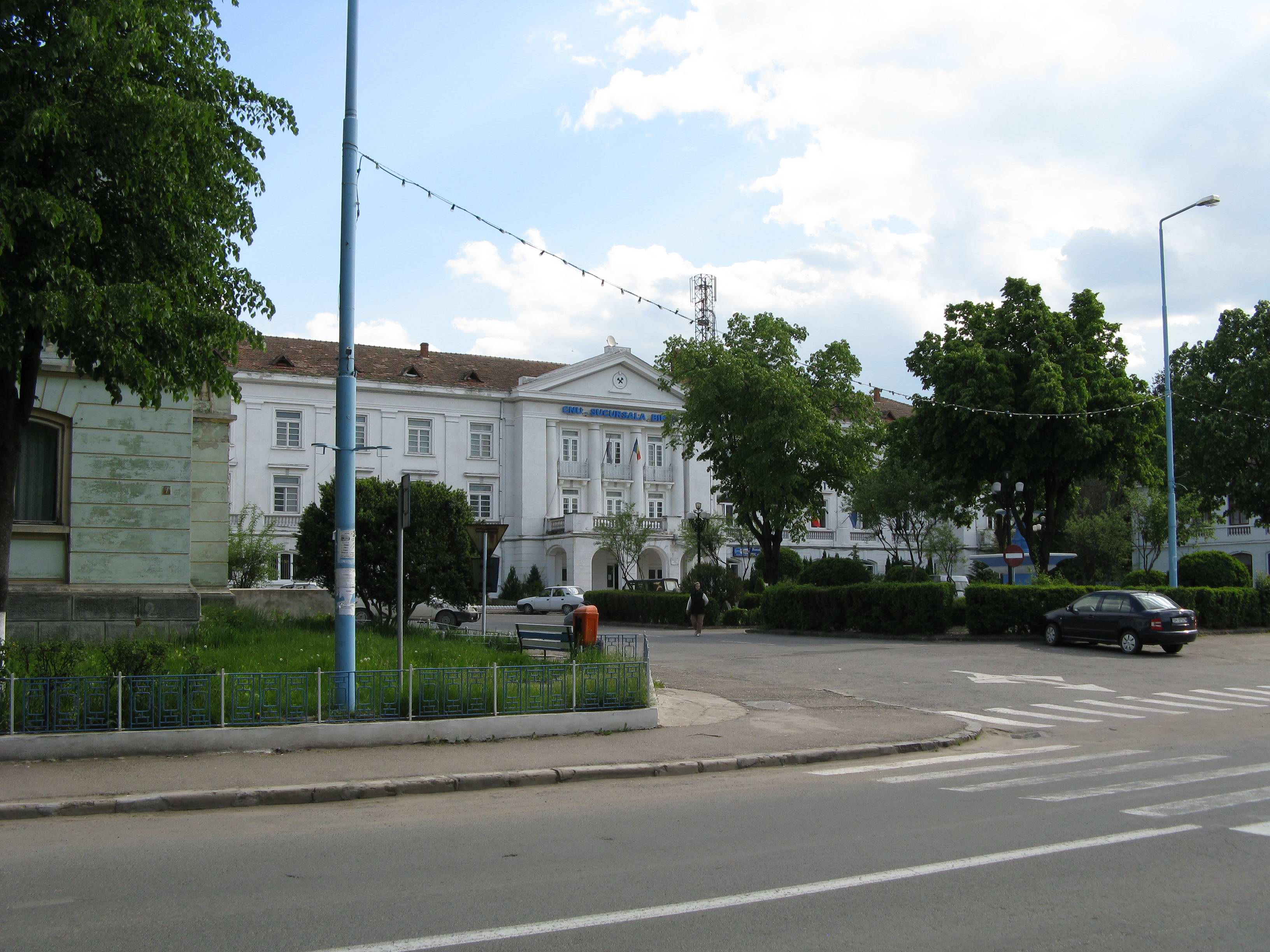
Palau IMB